# Torneo Grandes de Centroamérica 1998
El Torneo Grandes de Centroamérica 1998 fue la 17.ª edición de este torneo de fútbol a nivel de clubes de América Central organizado por la UNCAF y que contó con la participación de 9 equipos de la región, un equipo más que en la edición anterior.
El  Municipal de Guatemala vencio a Saprissa de Costa Rica en la final para ganar el título por cuarta ocasión, mientras que en campeón de la edición anterior, el Alianza de El Salvador, no participó en el torneo.
Fue la última edición bajo el nombre Torneo Grandes de Centroamérica, ya que a partir de 1999 pasaría a llamarse Copa Interclubes de la Uncaf.

## Ronda Clasificatoria
El vencedor ocuparía en lugar del Alianza de El Salvador.
| Equipo 1 | Agr.        | Equipo 2       | Ida | Vuelta |
| -------- | ----------- | -------------- | --- | ------ |
| Motagua  | 0-0 (4-3 p) | Comunicaciones | 0-0 | 0-0    |

## Fase de grupos
Al igual que en ediciones anteriores, en caso de terminar el partido empatado, los equipos lanzaban penales, en donde el vencedor ganaba un punto adicional.

### Grupo A

#### Resultados
| Equipo 1  | Resultado   | Equipo 2  |
| --------- | ----------- | --------- |
| Águila    | 0-2         | Herediano |
| Olimpia   | 3-2         | Municipal |
| Herediano | 2-1         | Olimpia   |
| Municipal | 2-0         | Águila    |
| Municipal | 1-0         | Herediano |
| Águila    | 0-3         | Olimpia   |
| Herediano | w.o.1       | Águila    |
| Municipal | 1-0         | Olimpia   |
| Olimpia   | 2-1         | Herediano |
| Águila    | 1-1 (2-3 p) | Municipal |
| Olimpia   | 2-1         | Águila    |
| Herediano | 0-1         | Municipal |

1- El Águila no se presentó, se acreditó la victoria 3-0 para el Herediano.

#### Posiciones
| Club      | PTS | PJ | PG | PE | PP | GF | GC | +/- |
| --------- | --- | -- | -- | -- | -- | -- | -- | --- |
| Municipal | 14  | 6  | 4  | 1  | 1  | 8  | 4  | +4  |
| Olimpia   | 12  | 6  | 4  | 0  | 2  | 11 | 7  | +4  |
| Herediano | 9   | 6  | 3  | 0  | 3  | 8  | 5  | +3  |
| Águila    | 1   | 6  | 0  | 1  | 5  | 2  | 13 | -11 |

### Grupo B

#### Resultados
| Equipo 1    | Resultado   | Equipo 2    |
| ----------- | ----------- | ----------- |
| Real España | 1-0         | Saprissa    |
| Motagua     | n/p1        | Aurora      |
| Saprissa    | 0-0 (4-3 p) | Aurora      |
| Motagua     | n/p1        | Real España |
| Real España | 1-0         | Aurora      |
| Motagua     | 1-1 (3-4 p) | Saprissa    |
| Saprissa    | 0-0 (3-5 p) | Real España |
| Aurora      | 1-1 (4-2 p) | Motagua     |
| Aurora      | 1-4         | Saprissa    |
| Real España | 0-0 (5-4 p) | Motagua     |
| Aurora      | 0-0 (5-3 p) | Real España |
| Saprissa    | 1-0         | Motagua     |

1- El partido no se jugó por causas desconocidas.

#### Posiciones
| Club        | PTS | PJ | PG | PE | PP | GF | GC | +/- |
| ----------- | --- | -- | -- | -- | -- | -- | -- | --- |
| Saprissa    | 11  | 6  | 2  | 3  | 1  | 6  | 3  | +3  |
| Real España | 11  | 5  | 2  | 3  | 0  | 2  | 0  | +2  |
| Aurora      | 5   | 5  | 0  | 3  | 2  | 2  | 6  | -4  |
| Motagua     | 3   | 4  | 0  | 3  | 1  | 2  | 3  | -1  |

## Semifinales
| Equipo 1    | Agr.  | Equipo 2  | Ida | Vuelta |
| ----------- | ----- | --------- | --- | ------ |
| Real España | 1-3   | Municipal | 0-1 | 1-2    |
| Olimpia     | w.o.1 | Saprissa  | -   | -      |

1- Saprissa propuso que los partidos se jugaran los días 19 y 23 de agosto, pero el Olimpia no aceptó por tener obligaciones con la Liga Nacional de Honduras, por lo que la UNCAF decidió acreditarle el triunfo al Saprissa por abandono.

## Final
| Equipo 1  | Agr. | Equipo 2           | Ida | Vuelta |
| --------- | ---- | ------------------ | --- | ------ |
| Municipal | 3-1  | Deportivo Saprissa | 2-1 | 1-1    |

## Campeón
Municipal
Campeón
4º Título